# Hilary Pilitowski
Hilary Pilitowski (ur. w 1904 roku – zamordowany w egzekucji 31 maja 1943 roku) – polski nauczyciel, żołnierz Armii Krajowej, działacz Tajnej Organizacji Nauczycielskiej.
Był nauczycielem Szkoły Powszechnej w Nowym Mieście. Aresztowany w 1943 roku, przewieziony został do Fortu III, w czasie przesłuchania bestialsko torturowany, powieszony razem z Wacławem Jeżółkowskim.